# Romelu Lukaku
Romelu Menama Lukaku Bolingoli (* 13. Mai 1993 in Antwerpen) ist ein belgischer Fußballspieler. Er steht bei der SSC Neapel unter Vertrag und ist Rekordtorschütze der belgischen A-Nationalmannschaft.

## Kindheit und Familie
Lukakus Eltern stammen aus Zaire. Sein Vater Roger spielte u. a. beim KV Mechelen und in der Fußballnationalmannschaft von Zaire. Sein jüngerer Bruder Jordan ist ebenfalls Profifußballer. Am 29. März 2016 spielten sie gegen Portugal erstmals zusammen für Belgien, wobei Romelu auf Vorlage von Jordan das Tor zum 1:2-Endstand erzielte. Auch ein Cousin der Brüder, Boli Bolingoli, spielt professionell Fußball.
Romelu und Jordan wuchsen in Wintam zwischen ihrer Geburtsstadt Antwerpen und Brüssel in ärmlichen Verhältnissen auf, nachdem der Vater seit 1999 nur noch im Amateurbereich aktiv war und sich die Finanzen der Familie negativ entwickelten. Die Eltern mussten Besitztümer wie Elektrogeräte verkaufen, sparsam mit Lebensmitteln umgehen und konnten zeitweise nicht einmal mehr den Strom bezahlen. Inmitten dieser Verhältnisse, so gibt er an, fasste Romelu den Entschluss, wie sein Vater Berufsfußballer zu werden.
Eigenen Aussagen zufolge entwickelte er aufgrund dieser frühkindlichen Erlebnisse früh einen sehr aggressiven Spielstil, auch abseits vom Verein auf dem Schulhof. Lukaku erzählte später, er hätte in seiner Wut den Ball in jedem Spiel so hart getreten, dass er meinte, dieser könnte seine Hülle verlieren.

## Karriere

### Im Verein

#### Jugend und Durchbruch in Anderlecht
Als Jugendspieler war Lukaku unter anderem beim Lierse SK und für den RSC Anderlecht aktiv, für Lierse will er im Alter von zwölf Jahren 76 Tore in 34 Spielen erzielt haben. Da Lukaku seiner Mutter versprochen hatte, mit 16 Profi zu werden, ging er in seinem letzten Jahr in der A-Jugend Anderlechts mit 15 Jahren eine Wette mit seinem damaligen Trainer ein. Er sicherte diesem zu, bis Dezember 2008 mindestens 25 Tore zu erzielen, wenn er mehr Spielzeit erhalten würde. Der Jungspieler erreichte sein Ziel bereits im November, zur Saison 2009/10 unterschrieb er dann an seinem sechzehnten Geburtstag einen Profivertrag beim RSC. Elf Tage später lief Lukaku im Rückspiel der Meisterschaftsendspiele gegen Standard Lüttich nach einer Einwechslung erstmals für Anderlechts erste Herrenmannschaft auf, Lüttich holte jedoch am Ende den Titel.
Beim RSC zählte er schnell zur Stammformation, spielte mit dem Team im Europapokal und schoss in seiner Debütsaison 19 Tore in 45 Partien, hinzu kamen elf Assists. Somit hatte er einen entscheidenden Anteil an nur sechs Niederlagen aus 30 Ligaspielen sowie dem Landesmeistertitel. Am 20. Dezember 2009 wurde Lukaku zum größten belgischen Sporttalent des Jahres gewählt; dabei belegte er den ersten Platz vor dem Rennfahrer Bertrand Baguette und der Leichtathletin Anne Zagré.

#### Zwischen Chelsea und West Bromwich

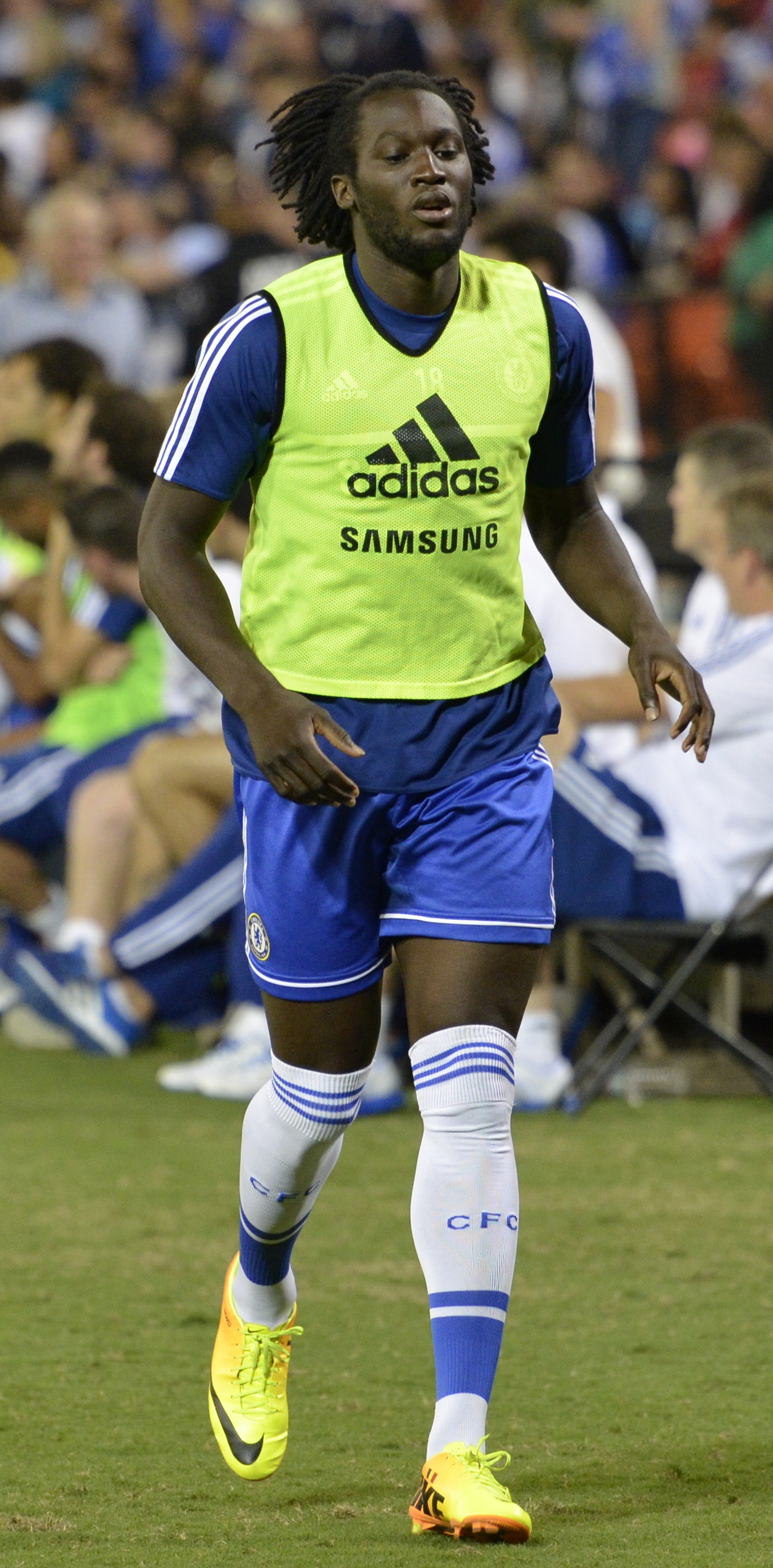
Lukaku beim FC Chelsea (2013)

Im August 2011 wechselte der Stürmer in die englische Premier League zum FC Chelsea und unterschrieb einen Fünfjahresvertrag. In seiner ersten Saison bekam Lukaku nur wenig Spielzeit, da Trainer André Villas-Boas und sein Nachfolger Roberto Di Matteo im Angriffszentrum auf die erfahrenen Fernando Torres und Didier Drogba setzten, und spielte überwiegend für die U23 der Londoner.
Um Spielpraxis auf hohem Niveau zu sammeln, wurde der Belgier für die Saison 2012/13 an den Ligakonkurrenten West Bromwich Albion ausgeliehen. Hier konnte sich Lukaku im Verlauf der Rückrunde gegen den Iren Shane Long durchsetzen und diesen am Saisonende sogar mit 17 Saisontoren als bester Schütze des Teams überflügeln.
Zur Saison 2013/14 kehrte Lukaku zunächst zum FC Chelsea zurück. Er kam unter dem neuen Cheftrainer José Mourinho zu zwei Ligaeinsätzen und verlor mit seiner Mannschaft im UEFA Super Cup gegen den FC Bayern München. Dabei verschoss er im Elfmeterschießen den letzten Elfmeter.

#### FC Everton

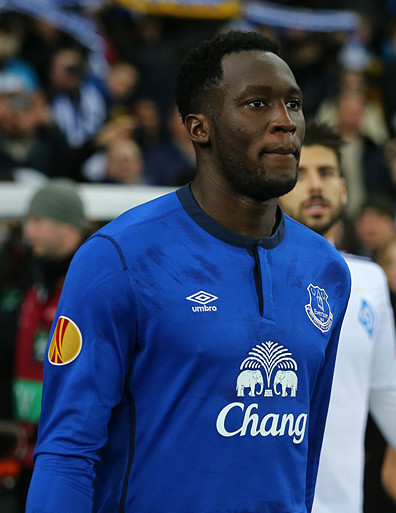
Lukaku im Trikot des FC Everton (2015)

Im September 2013 wechselte der Stürmer am letzten Tag der Transferperiode innerhalb der Premier League bis zum Ende der Saison 2013/14 auf Leihbasis zum FC Everton. Lukaku erzielte in 31 Spielen für die Liverpooler 15 Treffer und wurde zur Saison 2014/15 ohne Rückkehr nach London fest verpflichtet. Er unterschrieb einen Fünfjahresvertrag und soll 28 Mio. Pfund Sterling (rund 35,4 Mio. Euro) Ablöse gekostet haben, was ihn zum bis dahin teuersten Einkauf des Vereins machen würde.
Auch in den darauffolgenden Spielzeiten traf Lukaku regelmäßig: Nach zehn Premier-League-Toren in der Saison 2014/15 in 36 Einsätzen folgten in der Saison 2015/16 18 Tore in 37 Spielen und in der Saison 2016/17 25 Treffer in 37 Spielen, mit denen er hinter Harry Kane (29 Tore) den zweiten Platz in der Torschützenliste belegte.

#### Manchester United
Zur Saison 2017/18 wechselte der Belgier zu Manchester United, wo er einen Fünfjahresvertrag erhielt und mit einer Ablösesumme von rund 85 Mio. Euro zu einem der teuersten Spieler weltweit wurde. Hier ersetzte er Wayne Rooney, den sieben Jahre älteren Rekordtorschützen des Vereins, der nach Everton ging, und verdrängte Anthony Martial, welcher noch in der Endphase der vorherigen Spielzeit Stammspieler gewesen war. Zlatan Ibrahimović kam gar nach der Rückkehr von einer Verletzung zwischen November 2017 und März 2018 nur viermal zum Zug und verließ schließlich den Klub. Im teaminternen Vergleich war „Big Rom“ mit 36 Scorerpunkten in 51 Partien der mit Abstand leistungsstärkste Angreifer, der hinter ihm rangierende Marcus Rashford brachte es beispielsweise auf 23 Zähler. Sowohl Rashford wie auch Martial wurden Lukaku manches Mal von Trainer José Mourinho als Teil einer Doppelspitze zur Seite gestellt, überwiegend lief der Belgier aber als alleiniger Mittelstürmer auf. 16 seiner 27 Saisontore schoss Lukaku in der Premier League für den späteren Vizemeister, Torschützenkönig Mohamed Salah brachte es zum Vergleich auf die doppelte Anzahl. In fünf siegreichen Ligaspielen (beispielsweise gegen Tottenham, Bournemouth oder Chelsea) war Lukaku jeweils an spielentscheidenden Treffern beteiligt. Im FA Cup schoss der Stürmer beide Tore gegen Huddersfield und leitete Ander Herreras 2:1 gegen Tottenham ein, das Manchester United ins Finale vorstoßen ließ; hier unterlag das Team aber dem FC Chelsea. Auch in der Champions League war Lukaku unangefochtene Stammkraft und sorgte als bester Torschütze des Vereins (viermal in der Gruppenphase erfolgreich) für den Gruppensieg; im Achtelfinale scheiterten die Engländer aber nach einem torlosen Remis im Rückspiel am FC Sevilla mit 1:2, wobei der Belgier hier zum fünften Mal im Wettbewerb erfolgreich war.
Aufgrund dieser Leistungen erfolgte für den 25-Jährigen die bereits zweite Berufung in ein belgisches Weltmeisterschaftsaufgebot.
Das vereinsnahe Fanmagazin Reddevilarmada machte Lukaku, der als bis dahin erst 28. Premier-League-Spieler 100 Ligatore geschossen hatte, als den treffsichersten Spieler der Red Devils aus. Es beobachtete häufig den direkten Einfluss des Angreifers auf das Spielsystem seiner Mannschaft, hauptsächlich wegen dessen Geschwindigkeit, Treffsicherheit und Zweikampfstärke. Aufgrund seiner physischen Präsenz konnte Lukaku sich einerseits häufig gegen gegnerische Verteidiger durchsetzen, jedoch auch mithilfe seiner Schnelligkeit und Stärken in der Ballbeherrschung lange Bälle gefühlvoll und präzise verwandeln.
Die Spielzeit 2018/19 begann für United und seinen Spieler eher mäßig, von den ersten fünf Ligaspielen verlor man bereits zwei, jedoch war Lukaku bei den Siegen gegen Burnley (beide Tore) sowie gegen Watford (Führungstreffer, Endstand 2:1) wieder ein spielentscheidender Akteur. Es folgte eine 12 Partien andauernde Torlosserie für den Stürmer, welche auch die Champions League einschloss. Im vorletzten Gruppenspiel dieses Wettbewerbs assistierte der Belgier seinem Teamkollegen Marouane Fellaini beim 1:0 über den BSC Young Boys, woraufhin das Team trotz einer Niederlage im Abschlussspiel noch als Zweiter ins Achtelfinale vorstoßen konnte. In diesem war Lukaku gegen Paris Saint-Germain im Rückspiel zweimal vor dem Tor erfolgreich (wohingegen man das Hinspiel noch mit 0:2 verloren hatte), im anschließenden Viertelfinale scheiterte man letztlich torlos am FC Barcelona. Im Herbst zog der Spieler den Unmut des Vereinsumfelds auf sich, als er in einem Interview bezüglich eines Wechsels nach Italien in der näheren Zukunft mit „Wieso nicht? Ich hoffe, es klappt.“ antwortete. Nach einem Trainerwechsel von Mourinho zu Ole Gunnar Solskjær im Dezember 2018 wurde Lukaku vier Spiele in Folge zu Gunsten von Rashford, der in diesen Partien jeweils einmal traf, auf die Bank gesetzt und kam nur zu Kurzeinsätzen. Ab Februar 2019 war der Angreifer wieder Stammkraft und gegen Crystal Palace und Southampton gelangen ihm jeweils „Doppelpacks“. In den letzten neun Ligaspielen traf der Belgier wieder kein einziges Mal, dreimal stand er hierbei aus leistungstechnischen Gründen sowie verletzungsbedingt gar nicht auf dem Feld. Da scheinbar auch die anderen Offensivspieler an Effektivität eingebüßt hatten, holte die Mannschaft aus diesen neun Spielen lediglich fünf Zähler und profitierte vom Pokalsieg des späteren Meisters Manchester City, da man so als Tabellensechster trotzdem noch an der Gruppenphase der Europa League teilnehmen durfte. Marcus Rashford (23 Punkte) überflügelte Lukaku (19 Scorer) diesmal statistisch, wohingegen der zentrale Mittelfeldspieler und Topscorer Paul Pogba mit 27 Zählern den größten Anteil am saisonalen Abschneiden Manchesters hatte. Um Kritiken an seiner Geschwindigkeit entgegenzuwirken, veröffentlichte Lukaku noch im Juli 2019 teaminterne Statistikwerte auf Twitter, welche ihn als den zweitschnellsten Akteur auswiesen. Der Belgier äußerte sich später über seinen Stand innerhalb des Vereins, als er sich als Sündenbock für zwei Jahre ohne Titel ausmachte, jedoch auch aussagte, dass Solskjær ihn hatte zum Bleiben bewegen wollen und er Manchester freiwillig verließ.

#### Inter Mailand
Zur Saison 2019/20 wechselte Lukaku in die italienische Serie A zu Inter Mailand, wo er einen bis Juni 2024 laufenden Vertrag erhielt. In Italien war Lukaku auf Anhieb ein wichtiger Leistungsträger der Nerazzurri. In 51 Saisonspielen gelangen ihm 40 Torbeteiligungen, womit er noch vor seinem hauptsächlichen Sturmpartner Lautaro Martínez die meisten vorzuweisen hatte. Während der Stürmer mit dem Team in der Gruppenphase der Champions League ausschied, gelangte er mit ihm anschließend bis ins Endspiel der Europa League, das mit 2:3 gegen Sevilla verloren ging. In diesem Wettbewerb beteiligte sich Lukaku in jedem Spiel an mindestens einem Treffer, beim 5:0 im Halbfinale über Schachtar Donezk gelangen ihm sogar zwei Tore sowie ein Assist. In der Liga lieferte der Angreifer sechs „Doppelpacks“ und verlor mit seinen Teamkollegen viermal. Mit einem Zähler Rückstand auf Juventus verspielte Inter den Meistertitel, nachdem es beispielsweise am 34. und 35. Spieltag nur jeweils Remis gegen die Roma sowie Florenz gespielt hatte.
In der folgenden Spielzeit 2020/21 bestätigte Lukaku seine Form und sammelte erneut 40 Scorerpunkte, diesmal sogar in nur 44 Pflichtpartien. Inter Mailand beendete die Saison auf dem 1. Tabellenplatz und wurde zum ersten Mal seit 2010 wieder italienischer Meister. Das Team verlor diesmal nur dreimal und hatte am Saisonende 12 Punkte Vorsprung auf den Stadtrivalen AC Mailand. Lukaku wurde für seine Leistungen zum Spieler der Saison 2020/21 ausgezeichnet.

#### Rückkehr zum FC Chelsea
Zur Premier-League-Saison 2021/22 kehrte der Belgier zum FC Chelsea zurück und erhielt einen Fünfjahresvertrag. Mit einer Ablösesumme von rund 115 Millionen Euro wurde Lukaku zum bis dahin siebtteuersten Transfer der Fußballgeschichte. Eine Verstauchung sowie eine COVID-19-Infektion kosteten den Stürmer acht Einsätze, ansonsten wurde er überwiegend von Anfang an aufgeboten. In 18 Pflichtspielen bis zum Jahreswechsel schoss Lukaku sieben Tore und leistete zwei Assists, Jorginho sowie Mason Mount waren allerdings noch effektiver als er. Mit dem Belgier stand Chelsea zwischen dem 8. und dem 15. Spieltag auf Rang 1, musste dann jedoch die Spitzenposition Manchester City, das ab dem 11. Spieltag bis zum Jahresende nur noch gewann, überlassen. Der Belgier profitierte davon, dass Mittelstürmer Timo Werner ebenfalls zu einigen Spielen nicht antreten konnte, zeigte sich aber unzufrieden mit Trainer Thomas Tuchels taktischer Ausrichtung. So schickte dieser sein Team überwiegend in einem 3–4–2–1-System auf den Platz, Lukaku war es jedoch aus Mailand gewohnt, mit einem Sturmpartner (hauptsächlich Lautaro Martínez) zu spielen. Er gab in einem Interview mit Sky Italia an: „Ich habe immer gesagt, dass ich Inter liebe und dass ich wieder für sie spielen werde. Das hoffe ich wirklich. Ich habe mich in Italien verliebt. Ich hoffe von ganzem Herzen, dass ich zu Inter zurückkehre, aber nicht am Ende meiner Karriere, sondern wenn ich noch gut genug bin, um weitere Titel zu gewinnen.“ Als Konsequenz nominierte ihn Tuchel nicht für das Spitzenspiel am 21. Spieltag gegen den FC Liverpool. Anschließend näherten sich Trainer und Spieler wieder einander an, nachdem Lukaku zugab, dass seine getroffenen Aussagen „ein Fehler“ gewesen wären. In der Folge blieb Lukaku in der Liga bis zum 36. Spieltag ohne direkte Torbeteiligung, im FA-Cup sorgte er ab dem Achtelfinale mit zwei Toren dafür, dass man bis ins Endspiel vorstieß, das aber gegen Liverpool verloren ging. Bei der FIFA-Klub-WM erzielte der Stürmer den einzigen Treffer des Spiels gegen al-Hilal und war auch im siegreichen Finale gegen Palmeiras einmal erfolgreich; somit gewann er erstmals in seiner Karriere diesen Titel.

#### Rückkehr zu Inter Mailand
Zur Saison 2022/23 kehrte Lukaku für ein Jahr auf Leihbasis zu Inter Mailand zurück.
Er wurde im Finale der UEFA Champions League 2022/23 gegen Manchester City in der 57. Minute eingewechselt, welches mit 1:0 verloren ging.

#### AS Rom
Im August 2023 wurde er erneut in die Serie A zur AS Rom verliehen.

#### SSC Neapel
Am 29. August 2024 wechselte Lukaku für 30 Millionen Euro plus Bonus zur SSC Neapel.
Mit diesen wurde er 2025 nach 14 Toren und 10 Vorlagen zum zweiten Mal italienischer Meister.

### Nationalmannschaft
Am 3. März 2010 bestritt Lukaku sein erstes Länderspiel für die belgische Nationalmannschaft in einem Freundschaftsspiel gegen Kroatien. Seine ersten beiden Tore erzielte er beim Sieg gegen Russland in einem Freundschaftsspiel am 17. November 2010 in Woronesch. Das Spiel gegen Luxemburg am 26. Mai 2014, in dem Lukaku drei Tore schoss, wurde nicht als offizielles Länderspiel anerkannt, weil Belgiens Nationaltrainer, Marc Wilmots, siebenmal wechselte. Am 1. Juli 2014 schoss er sein erstes WM-Tor für Belgien im Achtelfinal-Duell gegen die USA in der Verlängerung zum 2:0. Das Team scheiterte im Viertelfinale an Argentinien mit 0:1.
Bei der Europameisterschaft 2016 in Frankreich wurde er in das Aufgebot Belgiens aufgenommen. In allen fünf Turnierpartien gehörte er zur ersten Elf. Im zweiten Gruppenspiel gegen Irland erzielte er zwei der Tore zum 3:0-Erfolg. Im Viertelfinale scheiterte das Team als Favorit an Wales.
Bei der Weltmeisterschaft 2018 war er erneut Teil des belgischen Aufgebots. In den ersten beiden Gruppenspielen gegen Panama (3:0) und Tunesien (5:2) erzielte er jeweils zwei Tore. Zur Europameisterschaft 2021 wurde er in den belgischen Kader berufen. Lukaku erzielte 4 Tore und scheiterte mit seiner Mannschaft im Viertelfinale am späteren Europameister Italien. Anschließend wurde der Stürmer in das Team des Turniers gewählt.
Bei der Weltmeisterschaft 2022 wurde Lukaku im letzten Spiel der Gruppenphase eingewechselt. Er schoss mehrmals aus bester Position aufs Tor, traf es aber kein einziges Mal. Belgien spielte 0:0 gegen Kroatien und schied damit (wie zuletzt 1998) nach der Vorrunde aus.
Im Rahmen der Qualifikation zur Europameisterschaft 2024 erzielte Lukaku mit 14 Treffern die meisten Tore der gesamten Qualifikation vor Cristiano Ronaldo mit zehn und Kylian Mbappé mit neun Toren. Obendrein überflügelte Lukaku die mit 13 Toren bisherigen Rekordtorschützen in einer EM-Qualifikation, den Nordiren David Healy und den Polen Robert Lewandowski. Zudem gelang es ihm im Spiel gegen Aserbaidschan als erstem Spieler in der Geschichte der belgischen Nationalmannschaft, vier Tore in einer Halbzeit zu erzielen.
Am 8. Juni 2024 erzielte er beim Testspiel gegen Luxemburg sein 84. und 85. Länderspieltor, womit er Ferenc Puskás (84 Tore) überholte und nun nach Cristiano Ronaldo zweitbester europäischer Torschütze ist.

## Titel und Auszeichnungen
International
- Klub-Weltmeister: 2021 (FC Chelsea)

Belgien
- Meister: 2010 (RSC Anderlecht)

Italien
- Meister (2): 2021 (Inter Mailand), 2025 (SSC Neapel)
- Pokalsieger: 2023 (Inter Mailand)

Auszeichnungen
- Bester Spieler der UEFA Europa League: 2019/20
- Ebbenhouten Schoen: 2011
- Aufnahme ins PFA Team of the Year: 2016/17
- Aufnahme ins Team der Saison der UEFA Europa League: 2019/20
- Spieler des Monats der Serie A: Februar 2021
- Spieler der Saison der Serie A: 2020/21
- Team des Jahres der Serie A: 2021
- Wahl in das Team des Turniers der Europameisterschaft 2021
- Nominierung für den Ballon d’Or: 2021 (12. Platz)

Torschützenkönig
- Torschützenkönig der belgischen Ersten Division: 2009/10 (15 Tore)
- Torschützenkönig der UEFA Europa League: 2014/15 (8 Tore)
- Torschützenkönig der Qualifikation zur Europameisterschaft 2024 (14 Tore)
- IFFHS Welt-Torjäger International: 2020 (16 Tore), 2023 (22 Tore)

## Saisonstatistik
| Verein               | Liga            | Saison          | Liga   | Liga | Nat. Pokal | Nat. Pokal | Ligapokal | Ligapokal | Europapokal | Europapokal | Andere | Andere | Gesamt | Gesamt |
| Verein               | Liga            | Saison          | Spiele | Tore | Spiele     | Tore       | Spiele    | Tore      | Spiele      | Tore        | Spiele | Tore   | Spiele | Tore   |
| -------------------- | --------------- | --------------- | ------ | ---- | ---------- | ---------- | --------- | --------- | ----------- | ----------- | ------ | ------ | ------ | ------ |
| RSC Anderlecht       | Pro League      | 2008/09         | 1      | 0    | –          | –          | –         | –         | –           | –           | –      | –      | 1      | 0      |
| RSC Anderlecht       | Pro League      | 2009/10         | 33     | 15   | 1          | 0          | –         | –         | 11          | 4           | –      | –      | 45     | 19     |
| RSC Anderlecht       | Pro League      | 2010/11         | 37     | 16   | 2          | 0          | –         | –         | 11          | 4           | –      | –      | 50     | 20     |
| RSC Anderlecht       | Pro League      | 2011/12         | 2      | 2    | –          | –          | –         | –         | –           | –           | –      | –      | 2      | 2      |
| Gesamt               | Gesamt          | Gesamt          | 73     | 33   | 3          | 0          | –         | –         | 22          | 8           | –      | –      | 98     | 41     |
| FC Chelsea           | Premier League  | 2011/12         | 8      | 0    | 1          | 0          | 3         | 0         | –           | –           | –      | –      | 12     | 0      |
| FC Chelsea           | Premier League  | 2013/14         | 2      | 0    | –          | –          | –         | –         | –           | –           | 1      | 0      | 3      | 0      |
| Gesamt               | Gesamt          | Gesamt          | 10     | 0    | 1          | 0          | 3         | 0         | –           | –           | 1      | 0      | 15     | 0      |
| West Bromwich Albion | Premier League  | 2012/13         | 35     | 17   | 2          | 0          | 1         | 0         | –           | –           | –      | –      | 38     | 17     |
| Gesamt               | Gesamt          | Gesamt          | 35     | 17   | 2          | 0          | 1         | 0         | –           | –           | –      | –      | 38     | 17     |
| FC Everton           | Premier League  | 2013/14         | 31     | 15   | 1          | 1          | 1         | 0         | –           | –           | –      | –      | 33     | 16     |
| FC Everton           | Premier League  | 2014/15         | 36     | 10   | 2          | 2          | 1         | 0         | 9           | 8           | –      | –      | 48     | 20     |
| FC Everton           | Premier League  | 2015/16         | 37     | 18   | 3          | 3          | 6         | 4         | –           | –           | –      | –      | 46     | 25     |
| FC Everton           | Premier League  | 2016/17         | 37     | 25   | 1          | 1          | 1         | 0         | –           | –           | –      | –      | 39     | 26     |
| Gesamt               | Gesamt          | Gesamt          | 141    | 68   | 7          | 7          | 9         | 4         | 9           | 8           | –      | –      | 166    | 87     |
| Manchester United    | Premier League  | 2017/18         | 34     | 16   | 6          | 5          | 2         | 0         | 8           | 5           | 1      | 1      | 51     | 27     |
| Manchester United    | Premier League  | 2018/19         | 32     | 12   | 3          | 1          | 1         | 0         | 9           | 2           | 0      | 0      | 45     | 15     |
| Gesamt               | Gesamt          | Gesamt          | 64     | 28   | 9          | 6          | 3         | 0         | 17          | 7           | 1      | 1      | 96     | 42     |
| Inter Mailand        | Serie A         | 2019/20         | 36     | 23   | 4          | 2          | –         | –         | 11          | 9           | –      | –      | 51     | 34     |
| Inter Mailand        | Serie A         | 2020/21         | 36     | 24   | 3          | 2          | –         | –         | 5           | 4           | –      | –      | 44     | 30     |
| Gesamt               | Gesamt          | Gesamt          | 72     | 47   | 7          | 4          | –         | –         | 16          | 3           | –      | –      | 95     | 64     |
| FC Chelsea           | Premier League  | 2021/22         | 26     | 8    | 6          | 3          | 4         | 0         | 6           | 2           | 2      | 2      | 44     | 15     |
| Gesamt               | Gesamt          | Gesamt          | 26     | 8    | 6          | 3          | 4         | 6         | 2           | 0           | 2      | 2      | 44     | 15     |
| Inter Mailand        | Serie A         | 2022/23         | 25     | 10   | 4          | 1          | 0         | 0         | 8           | 3           | 0      | 0      | 37     | 14     |
| Gesamt               | Gesamt          | Gesamt          | 0      | 0    | 0          | 0          | 0         | 0         | 0           | 0           | 0      | 0      | 0      | 0      |
| Karriere Gesamt      | Karriere Gesamt | Karriere Gesamt | 423    | 201  | 35         | 20         | 20        | 4         | 70          | 38          | 4      | 3      | 552    | 266    |

- Quelle: Weltfussball

## Trivia
Lukaku absolvierte sein 100. Länderspiel in der WM-Qualifikation 2022 am 5. September 2021 gegen die tschechische Auswahl. Dabei gelang ihm in der 8. Spielminute sein 50. Länderspieltreffer innerhalb der letzten 50 Einsätze (gesamt: 67 bei 100 Einsätzen, 5. September 2021).